# Tiantai (Taizhou)

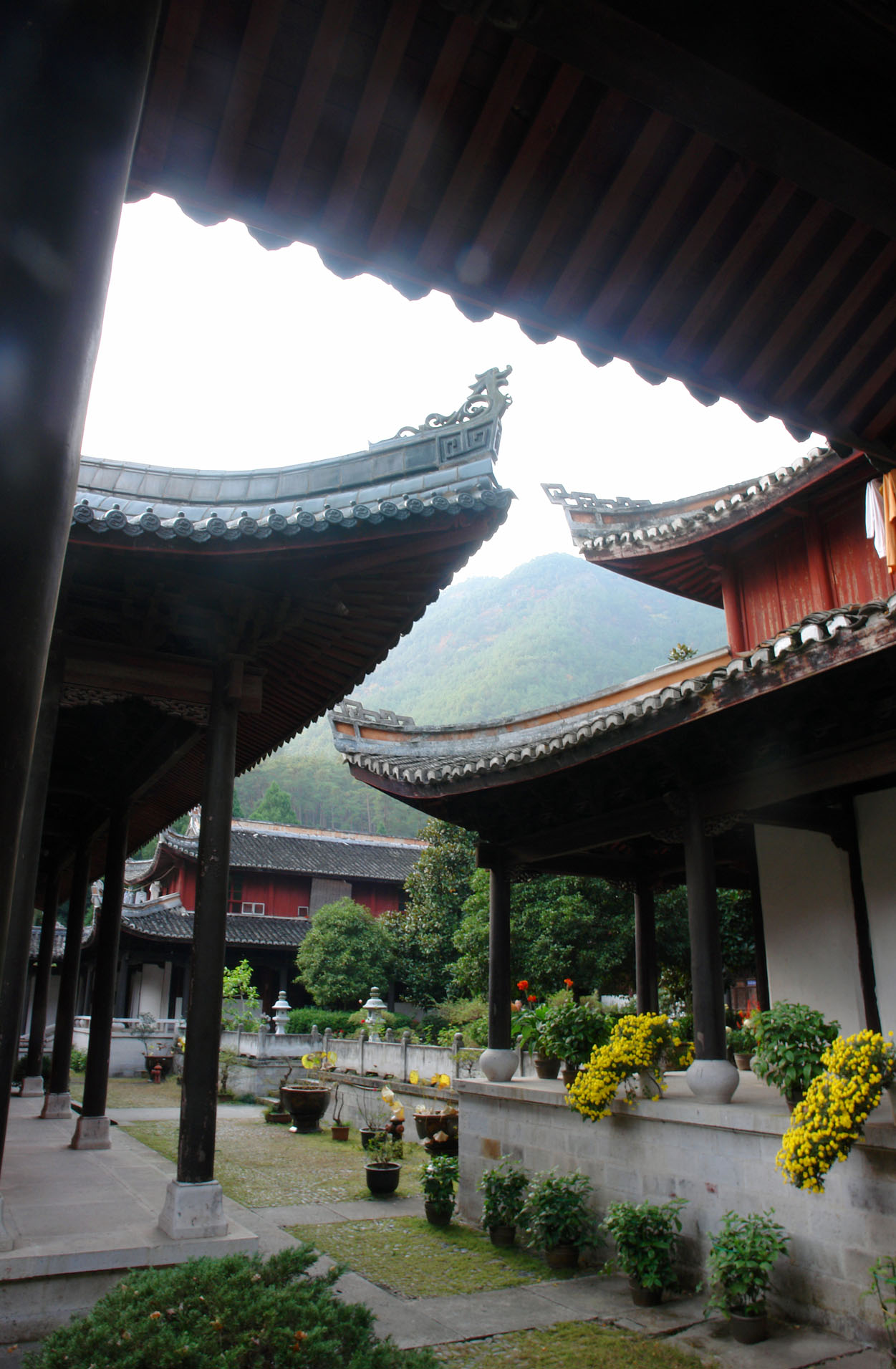
Guoqing-Tempel in Tiantai

Der Kreis Tiantai (chinesisch 天台县, Pinyin Tiāntāi Xiàn) ist ein Kreis der bezirksfreien Stadt Taizhou (台州) in der Provinz Zhejiang der Volksrepublik China. Er hat eine Fläche von 1432,09 km² und zählt 474.711 Einwohner (Stand: Zensus 2020).

## Administrative Gliederung
Auf Gemeindeebene setzt sich der Kreis aus drei Straßenvierteln, sieben Großgemeinden und fünf Gemeinden zusammen. 